# Dodge Mayfair

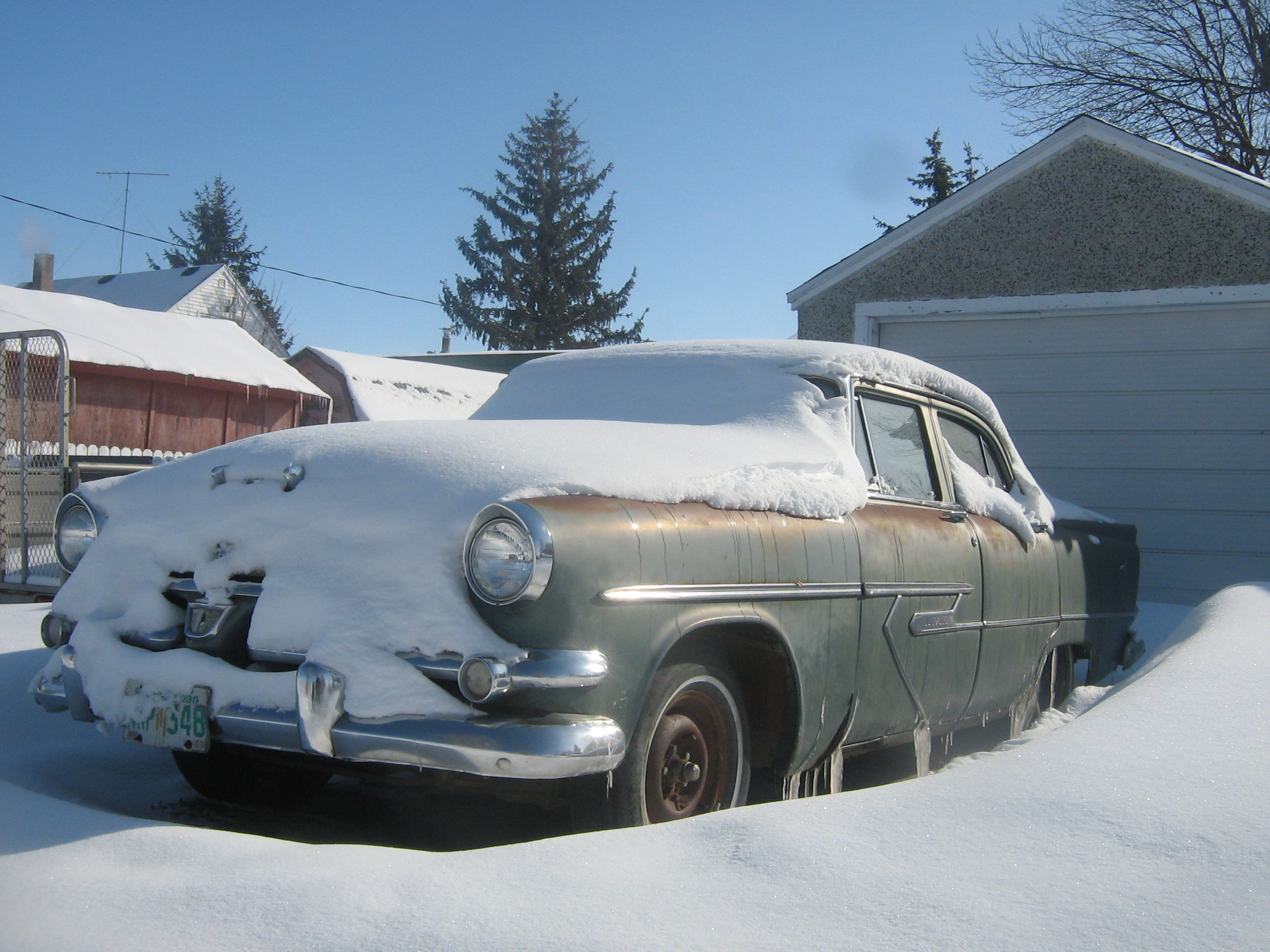
Dodge Mayfair

La Dodge Mayfair était une automobile construite par Chrysler Corporation of Canada Ltd. Ce véhicule a été uniquement produit pour le marché canadien de 1953 à 1959. Son équivalent américain était la Plymouth Belvedere. Elle était basée sur la Plymouth.
Le nom Mayfair est apparu pour la première fois sous la forme d'un toit rigide à 2 portes dans la gamme Dodge Regent de 1951, tout comme la Belvedere est apparue dans la gamme Plymouth Cranbrook. La Mayfair de 1952 a adopté le même schéma de peinture que la Belvedere de 1952 avec la couleur du toit s'étalant sur le coffre arrière.
Lorsque les modèles de 1953 ont été introduits, la Mayfair était à nouveau le toit rigide de la gamme Regent. En avril 1953, cependant, Chrysler of Canada a lancé un nouveau modèle haut de gamme pour se battre avec les Chevrolet Bel Air et Pontiac Laurentian.
La Mayfair D43-3 a été introduite avec les modèles à toit rigide et berline. L'extérieur avait la garniture d'aile avant qui s'étendait sur la porte avant et les feux de recul étaient de série. Les intérieurs étaient bicolores, en bleu ou en vert, avec un volant assorti. Avec la nouvelle D43-3, la Regent Mayfair à toit rigide a été abandonné.
Sous le capot, le moteur est passé de 218 pouces cubes (3570 cm3) à 228 pouces cubes (3740 cm3) et Chrysler of Canada a introduit l'Hy-Drive sur les modèles Plymouth et Dodge.
Pour 1954, la Mayfair utilisait les intérieurs de la nouvelle Plymouth Belvedere. Le moteur de base et la transmission sont restés inchangés. Pour la première fois depuis 1937, Chrysler of Canada a offert un cabriolet dans ses modèles à base de Plymouth, en important la Mayfair cabriolet de Detroit, une Dodge Kingsway Custom avec insigne Mayfair.
Le moteur V8 est arrivé sur les modèles à bas prix de Chrysler of Canada en 1955. Comme auparavant, la Mayfair était en grande partie une Plymouth Belvedere, utilisant l'empattement de 2900 mm (115 po) et la carrosserie de cette voiture avec une tôle avant de Dodge. Les moteurs étaient importés de Detroit avec divers couvercles, collecteurs, pièces électriques et pièces en caoutchouc ajoutés à Windsor. Seule la Mayfair proposait un V8. Et les Plymouth et Dodge proposaient une transmission automatique PowerFlite à 2 vitesses avec un nouveau levier de vitesses monté sur le tableau de bord. L'unité Hy-Drive a été éliminée.
Les choses ont changé en 1956 lorsque Chrysler of Canada a ouvert une nouvelle usine de moteurs V8. La Mayfair avait maintenant uniquement un moteur V8, tandis que les Dodge Crusader et Dodge Regent moins chers pouvaient être obtenus avec les moteurs six cylindres ou V8. Au début du modèle, le V8 de 4400 cm3 a été installé, tandis que plus tard, un tout nouveau moteur de 4540 cm3 a été introduit. Un toit rigide à 4 portes a été ajouté à la gamme et la boîte automatique Powerflite était contrôlée par de nouveaux boutons-poussoirs montés sur le tableau de bord.
Des carrosseries totalement nouvelles conçues par Virgil Exner ont fait leurs débuts en 1957. C'était une sensation de style avec des lignes basses, beaucoup de verre et des toits fins. Cependant, des erreurs d'outillage et de construction de carrosserie ont abouti à une voiture qui a rapidement acquis une réputation de mauvaise qualité et de rouille. La nouvelle boîte automatique à 3 vitesses TorqueFlite de la Chrysler Corporation était maintenant disponible sur tous les modèles Mayfair, toujours uniquement avec le V8 de 303 pouces cubes (4970 cm3), et toutes les voitures de la Chrysler Corporation ont adopté la suspension avant à barre de torsion Torsion-Aire.
Les ventes de 1957 étaient en baisse par rapport à 1956 pour tous les modèles Dodge fabriqués au Canada, mais 1958 a été un désastre avec des ventes chutant de plus de 40%. Les calandres, les feux arrière et les garnitures étaient tout ce qui était nouveau pour 1958. La Mayfair a adopté le moteur V8 Poly de 5130 cm3.
La dernière année de la Mayfair était 1959, quand elle a été rétrogradée d'un cran pour prendre la place de la Regent, tandis que la Crusader a été abandonnée. La Mayfair de 1959 était toujours disponible en berline et toit rigide à deux et quatre portes, plus le break Custom Suburban à 3 places et le cabriolet, tous deux importés. Bien que les modèles break avaient seulement le moteur V8 318, les autres modèles étaient maintenant disponibles avec le six cylindres à tête plate 251 ou le V8 313.
Pour 1960, les Dodge canadiennes basées sur des Plymouth seront remplacées par une autre voiture basée sur une Plymouth, la Dodge Dart. La Mayfair deviendrait une finition de la gamme Dart pour 1960, et renommée Phoenix.
Le véhicule était communément appelé une Plodge en raison de l'utilisation intensive de composants Plymouth avec des calandres avant de Dodge et vendu dans les points de vente Dodge[citation nécessaire].